# کابرالزینهو
کارلوس روبرتو کابرال (انگلیسی: Carlos Roberto Cabral؛ زادهٔ ۲ ژانویهٔ ۱۹۴۵) مربی فوتبال اهل برزیل است. از باشگاه‌هایی که در آن بازی کرده‌است می‌توان به پالمیراس، سانتوس، فلومیننزه، و باشگاه فوتبال فلامینگو اشاره کرد.